# Günter Wermusch
Günter Wermusch (* 1936 in Coswig/Anhalt) ist ein deutscher Publizist und Übersetzer.

## Leben
Wermusch studierte Wirtschaftswissenschaften mit Schwerpunkt Außenwirtschafts-Ökonomik. Er arbeitete nach dem Studium in Moskau und Berlin als Lektor und Lektoratsleiter im Berliner Verlag Die Wirtschaft sowie freischaffend als Übersetzer und Dolmetscher. Seit 1991 ist er selbständiger Publizist.
Seit 1992 hat er in Zusammenarbeit mit dem Archäologen und Oberkustos am Museum für Vor- und Frühgeschichte Klaus Goldmann die Untersuchung der Historie der Mark Brandenburg und Mecklenburg-Vorpommerns zu seinem Hauptthema gemacht."Rätselhafte Mark" stellt das erste Ergebnis der Bemühungen dar, Geheimnissen aus einer Zeit auf die Spur zu kommen, von der es so gut wie keine Schriftzeugnisse gibt.

## Schriften
- Adamas. Diamanten in Geschichte und Geschichten. Die Wirtschaft, Berlin 1984, ISBN 3-349-00224-2.
- mit Günter Ludwig: Silber. Aus der Geschichte eines Edelmetalls. Die Wirtschaft, Berlin 1986, ISBN 3-349-00101-7.
- Falschgeld-Affären. Die Wirtschaft, Berlin 1988, ISBN 3-349-00390-7.
- mit Peter M. Fritsch: Der kalkulierte Irrtum. Geschichten um Spekulanten und Hasardeure von gestern und heute. Die Wirtschaft, Berlin 1990.
- Tatumstände (un)bekannt. Kunstraub unter den Augen der Alliierten. Westermann, Braunschweig 1991, ISBN 3-07-500061-2.
- Die Bernsteinzimmer-Saga. Links, Berlin 1991, ISBN 3-86153-019-8.
- mit Klaus Goldmann: Vernichtet. Verschollen. Vermarktet. Kunstschätze im Visier von Politik und Geschäft. MUT-Verlag, Asendorf 1992, ISBN 3-89182-048-8.
- mit Gerhard Remdt: Rätsel Jonastal. Die Geschichte des letzten “Führerhauptquartiers”. Links, Berlin 1992, ISBN 3-86153-033-3.
- Rätselhafte Mark. Sagen und Märchen der Mark Brandenburg auf den Grund gegangen. be-bra-Verlag, Berlin 1995, ISBN 3-930863-08-1.
- mit Klaus Goldmann: Vineta. Die Wiederentdeckung einer versunkenen Stadt. Lübbe, Bergisch Gladbach 1999, ISBN 3-7857-0987-0.
- Das Vineta Rätsel. Kunsthaus Verlag, Boddin 2011, ISBN 978-3-933274-80-9.
- Die Lausitzer, von der ersten europäischen Gemeinschaft bis zu den “eingewanderten” Slawen. Tectum Verlag, Marburg 2015, ISBN 978-3-8288-3633-4.